# Claire Temple
Pour les articles homonymes, voir Temple (homonymie).
Claire Temple est un personnage de fiction de l'univers de Marvel Comics. Créée par Archie Goodwin et George Tuska, elle apparait pour la première fois dans Luke Cage, Hero for Hire #2 en août 1972.

## Biographie du personnage
Le Dr Claire Temple nait et grandit à New York. Elle se marie au Dr. Bill Foster. Ils se séparent quelque temps après. Claire obtient un poste de docteur en médecine dans la clinique Storefront du Dr Noah Burstein.
Claire rencontre pour la première fois Luke Cage, le Héros à Louer, après qu'il a été attaqué par des hommes engagés par Diamondback. Claire est choquée que Cage ne soit pas blessé par l'attaque. Elle insiste pour que ses collègues et elle l'examinent. Quand Claire et Luke arrivent à la clinique du Dr Burstein, ce dernier est attaqué par le syndicat qui tente de le faire payer pour une « protection ». Claire suggère à son patron de s'attacher les services de Luke. Claire est ensuite kidnappée par Diamondback. Le Dr Burstein fait donc appel à Luke. Claire est ensuite libérée. Luke affronte son vieil ami, Diamondback. Claire revient ensuite sur les lieux avec la police. Claire et Luke ont alors une histoire d'amour.
Le Dr Burstein ne révèle pas à Claire qu'il est celui qui a donné ses pouvoirs à Luke Cage. Phil Fox, journaliste du Daily Bugle, enquête sur le passé de Luke. Ne pouvant rien publier, il décide de faire équipe avec Billy Bob Rackham, gardien dans la prison dont s'est échappé Luke. Pour se venger de Cage, il kidnappe Claire. Mais Fox se trompe de femme et est tué. Claire est retrouvée avec l'arme du crime. Pour l'innocenter, Cage trouve le véritable meurtrier de Fox. Il s'agit de Rackham. Claire est libérée et peut ainsi retrouver Luke.
Quelques années plus tard, Luke est définitivement innocenté pour le crime qui l'avait envoyé en prison. Claire ne supporte cependant plus d'être constamment mise en danger à cause de leur relation. Ils se séparent.
Claire réapparaît ensuite pour soigner Spider-Man après son combat avec l'Homme-chose. Claire aide ensuite Sam Wilson, le nouveau Captain America, alors qu'il subit sa transformation en loup-garou par Karl Malus.

## Adaptations dans d'autres médias

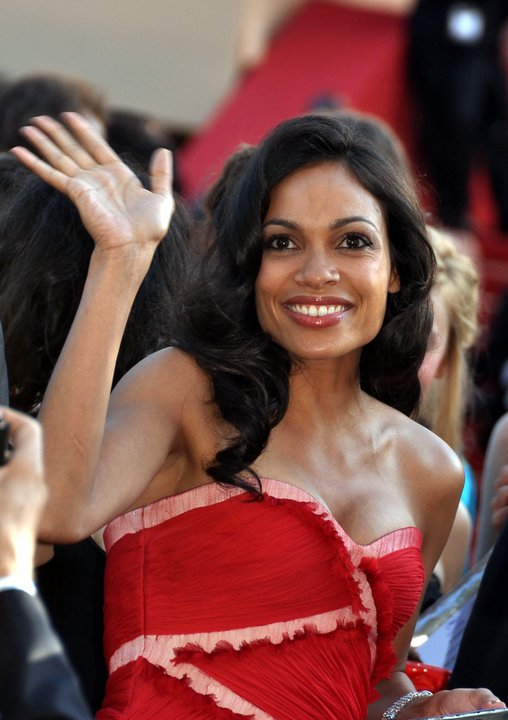
Rosario Dawson, ici au festival de Cannes 2011, interprète le personnage dans plusieurs séries télévisées de l'univers cinématographique Marvel.

- 2015 :  Daredevil : (saisons 1 et 2 - 8 épisodes)
- 2015 : Jessica Jones (saison 1 - 1 épisode)
- 2016 : Luke Cage (saisons 1 et 2 - 11 épisodes)
- 2016 : Iron Fist (saison 1 - 6 épisodes)
- 2017 : The Defenders (saison 1 - 6 épisodes)

Au total, Claire Temple apparaît dans 32 épisodes, répartis sur 5 séries différentes, appartenant au même univers.